# Военноисторически сборник
„Военноисторически сборник“ е историческо списание в България. Излиза от 1927 година. Издава се от Военноисторическата комисия при Щаба на армията.